# Anton Rubinstein
Anton Grigorievici Rubinstein (în rusă Антон Григорьевич Рубинштейн; n. 28 noiembrie 1829 în Wychwatinez, gubernia Podolia, actualmente Ofatinți, raionul Rîbnița, Transnistria, Republica Moldova – d. 20 noiembrie 1894 în Peterhof la Sankt Petersburg, Imperiul Rus), a fost un compozitor, pianist și dirijor rus de origine evreu. A fost unul dintre fondatorii Conservatorului din Sankt Petersburg și un profesor dedicat, printre studenții săi aflânfu-se și Piotr Ilici Ceaikovski.
El este fratele compozitorului Nicolai Grigorievici Rubinstein.

## Origini
Rubinstein s-a născut în Ofatinți, sat de care a fost legat toată viața sa. El nu și-a uitat niciodată originile: a ținut o serie de concerte ale căror încasări le-a donat fondului satului natal, cu ajutorul cărora s-a deschis ulterior o școală publică.